# ベラルーシ国営テレビ・ラジオ会社
座標: 北緯53度55分23秒 東経27度37分44秒 / 北緯53.92306度 東経27.62889度
ベラルーシ国営テレビ・ラジオ会社（ベラルーシ語: Нацыянальная дзяржаўная тэлерадыёкампанія Рэспублікі Беларусь、ロシア語: Национальная государственная телерадиокомпания Республики Беларусь、Belteleradio/ベルテレラジオ）とは、ベラルーシの国営テレビ・ラジオ放送局である。
1993年1月1日に「Belarusian Television and Radio Company（BTRC）」の名称で欧州放送連合に正会員として加入したが、2021年5月28日に会員資格が一時停止された。 

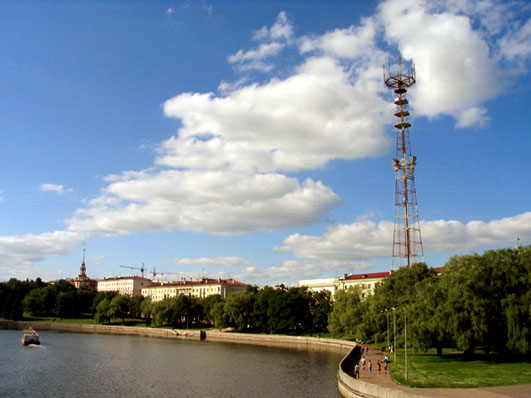
ベルテレラジオの電波塔

## テレビジョン放送
ベルテレラジオは6つのテレビチャンネルを運営し、うち5つはベラルーシ国内に、1つは国外に番組を提供している。
- ベラルーシ1 - ニュース、時事問題、一般的に関心を持たれている問題
- ベラルーシ2 - エンターテイメント、スポーツ
- ベラルーシ3 - 文化。番組は主にベラルーシ語で放送されている
- ベラルーシ4 - 地域のニュース、エンターテイメント、文化。ベラルーシ国内の6つの州ごとに異なる内容が放送される。
- ベラルーシ5 - スポーツ
- ベラルーシ24 - ベラルーシ国外の視聴者に提供される国際チャンネル
- NTVベラルーシ- NTVロシアのベラルーシ語版。NTVロシアと他のロシアのテレビ局の番組が放送される

## ラジオ放送
ベルテレラジオは2つの全国ラジオ放送と3つの地域FM放送を運営している。
- ファーストチャンネル - ベラルーシ最大の全国ラジオチャンネル
- ラジオ「ベラルーシ」- 7つの言語（ベラルーシ語、英語、フランス語、ドイツ語、ポーランド語、ロシア語、スペイン語）の番組による国内・国際放送
- チャンネル「カルチャー」 - 地域FM放送、文化・音楽番組
- ラジオ「ストリッツァ」- 地域FM放送、地域の番組
- ラディウスFM - 地域FM放送、若者向けの音楽局

## 検閲とプロパガンダ
国際的な専門家とベラルーシのアレクサンドル・ルカシェンコ政権の反対派は、従来からルカシェンコの権威主義体制のプロパガンダの主要な道具の一つとして国営テレビの名前を挙げている。彼らはテレビ局が誤った情報で政治的抑圧の支持、選挙の不正工作、政権の批判者への中傷に加担していると批判している。
BTRCのチャンネルを含むベラルーシの国営テレビチャンネルの局員と経営幹部は、数回にわたってEUとアメリカ合衆国の制裁の対象となっている。